# Носители на орден „Мадарски конник“
Това е списък на наградените с орден Ма̀дарски конник, който е трети по старшинство в наградната система на Република България. Връчва се от президента на България на български и чужди граждани за особено големи заслуги за установяването, укрепването и развитието на двустранните отношения с Република България.

## Наградени

### 1996
| Дата на указа    | Носител | Вид          | Тема |
| ---------------- | --- | ------------ | --- |
| 1996             | Тадеуш Василевски, извънреден и пълномощен посланик на Република Полша в Република България                                  | първа степен | [ 1 ] |
| 1996             | Даринко Баго, извънреден и пълномощен посланик на Република Хърватска в Република България                                   | втора степен | [ 2 ] |
| 1996             | Марио Рици, папски нунций в Република България                                                                               | първа степен | [ 3 ] |
| 1996             | Илия Делев, бразилски минералог                                                                                              | първа степен | [ 4 ] |
| 1996             | Любен Йорданов, френски цигулар, виртуоз, солист и концертмайстор на „Оркестр дьо Пари“                                      | първа степен | [ 5 ] |
| 1996             | Юсуф Абдалла ал-Онейзи, извънреден и пълномощен посланик на Държавата Кувейт в Република България                            | първа степен | [ 6 ] |
| 1996             | Аврахам Шарон, извънреден и пълномощен посланик на Държавата Израел в Република България                                     | първа степен | [ 7 ] |
| 1996             | Францискус Вилхелмус Йоханес Мария Брауърс, извънреден и пълномощен посланик на Кралство Нидерландия в Република България    | първа степен | [ 8 ] |
| 1996             | Мохаммад Али Корми Нури, извънреден и пълномощен посланик на Ислямска република Иран в Република България                    | първа степен | [ 9 ] |
| 1996             | Бенасер Дриси Кейтони, извънреден и пълномощен посланик на Кралство Мароко в Република България                              | първа степен | [ 10 ] |
| 1996             | проф. Николас Маринкев, аржентински философ, историк и културолог                                                            | първа степен | [ 11 ] |
| 1996             | Мохамед Наср-ал-Аджали, извънреден и пълномощен посланик на Алжирската демократична и народна република в Република България | първа степен | [ 12 ] |
| 1996             | Кадзуо Харуна, председател на Българо-японския икономически комитет                                                          | първа степен | [ 13 ] |
| 1996             | Морис Шубигер, швейцарски гражданин                                                                                          | втора степен | [ 14 ] |
| 15 ноември 1996  | г-н Самсубахри Сирегер, извънреден и пълномощен посланик на Република Индонезия в Република България                         | втора степен | „за неговите заслуги за развитие на отношенията между Република България и Република Индонезия“                                     |
| 26 ноември 1996  | г-жа Силви Вартан | първа степен | „за нейните особено големи заслуги за укрепването и развитието на приятелските отношения на Република Франция с Република България“ |
| 11 декември 1996 | Церендаш Цолмон, извънреден и пълномощен посланик на Монголия в Република България                                           | първа степен | „за неговите заслуги за укрепването и развитието на приятелските отношения между Монголия и Република България“                     |

### 1997
| Дата на указа | Носител | Вид                   | Тема   |
| ------------- | --- | --------------------- | ------ |
| 1997          | Навабзада МехбубАли Хан, посланик на Пакистан в Република България                                                                       | втора степен          | [ 18 ] |
| 1997          | Улрих Шмалц, депутат от ХДС в германския Бундестаг, член на групата за приятелство „България-Германия“                                   | първа степен          | [ 19 ] |
| 1997          | Уве Хердер, депутат в парламента на провинция Северен Рейн-Вествалия                                                                     | първа степен          | [ 20 ] |
| 1997          | Волфганг Клемент, министър на икономиката, средното съсловие и транспорта на провинция Северен Рейн-Вествалия                            | първа степен          | [ 21 ] |
| 1997          | Карл-Юрген Вилберт, изпълнителен директор на Занаятчийската камара в гр. Кобленц                                                         | втора степен          | [ 22 ] |
| 1997          | Мохамед Фарах ал-Гамуди, секретар на Народното Бюро на Великата социалистическа народна либийска арабска Джамахирия в Република България | първа степен          | [ 23 ] |
| 1997          | Мариан Орликовски, първи секретар в Посолството на Република Полша в София                                                               | втора степен          | [ 24 ] |
| 1997          | Рафаел Сориано Ортис, първи секретар в Посолството на Кралство Испания в София                                                           | втора степен          | [ 25 ] |
| 1997          | Роуз Лайкънс, заместник-посланик в Посолството на Съединените американски щати в София                                                   | втора степен          | [ 26 ] |
| 1997          | Василе Танасе, извънреден и пълномощен посланик на Румъния в Република България                                                          | първа степен          | [ 27 ] |
| 1997          | подполковник Клаус Петер Селе, аташе по отбраната на Федерална република Германия в Република България                                   | втора степен с мечове | [ 28 ] |
| 1997          | полковник Джон Уилиам Бел-Джуниър, аташе по отбраната и военновъздушен аташе при Посолството на САЩ в България                           | втора степен с мечове | [ 29 ] |
| 1997          | Хо Со Виет, извънреден и пълномощен посланик на Социалистическа република Виетнам в Република България                                   | първа степен          | [ 30 ] |
| 1997          | Антон Чипев | първа степен          | [ 31 ] |
| 1997          | Тамисуке Ватануки, председател на Асоциацията за приятелство с България към Долната камара на японския парламент                         | първа степен          | [ 32 ] |
| 1997          | Йошио Сакураучи, почетен председател на Асоциацията за приятелство „Япония-България“, депутат в Долната камара на японския парламент     | първа степен          | [ 33 ] |
| 1997          | Халюк Байюлкен, президент на Асоциацията на Атлантическия договор                                                                        | първа степен          | [ 34 ] |
| 1997          | Лидия Раушер, първи секретар в посолството на Федерална република Германия в Република България                                          | втора степен          | [ 35 ] |
| 1997          | Ирфан Аджар, съветник по политическите въпроси в посолството на Република Турция в Република България                                    | втора степен          | [ 36 ] |
| 1997          | Атанасиос Калидопулос, съветник по политическите въпроси в посолството на Република Гърция в Република България                          | втора степен          | [ 37 ] |
| 1997          | Херардо Уилс, извънреден и пълномощен посланик на Република Венецуела в Република България                                               | първа степен          | [ 38 ] |
| 1997          | Цунео Икеда, председател на издателства „Кобунша“ и „Бейсбол Магазин“                                                                    | първа степен          | [ 39 ] |
| 1997          | проф. д-р Кийоши Кояма, директор на Японския калиграфски музей – Токио                                                                   | първа степен          | [ 40 ] |
| 1997          | Хиромичи Таказава, президент на имперската агенция „Музика“                                                                              | втора степен          | [ 41 ] |
| 1997          | Хироко Тозаки, диригент на Детски хор на град Шизуока                                                                                    | втора степен          | [ 42 ] |
| 1997          | проф. д-р Тацуро Мацумае, президент на Токайската образователна система                                                                  | първа степен          | [ 43 ] |

### 1998
| Дата на указа | Носител | Вид          | Тема   |
| ------------- | --- | ------------ | ------ |
| 1998          | Георги Спасов, извънреден и пълномощен посланик на Република Македония в Република България                                                         | първа степен | [ 44 ] |
| 1998          | Робърт Стюарт Мерилийс, извънреден и пълномощен посланик на Австралия в Република България                                                          | първа степен | [ 45 ] |
| 1998          | Джелал Тахири, извънреден и пълномощен посланик на Република Албания в Република България                                                           | първа степен | [ 46 ] |
| 1998          | Йохана Кьонинг, министър-съветник по политическите въпроси в посолството на Федерална република Германия в Република България                       | втора степен | [ 47 ] |
| 1998          | Карлос Лузилде Хилдебрандт, извънреден и пълномощен посланик на Федеративна република Бразилия в Република България                                 | първа степен | [ 48 ] |
| 1998          | Ференц Хайош, извънреден и пълномощен посланик на Република Словения в Република България                                                           | първа степен | [ 49 ] |
| 1998          | Нели Мария Фрейре Пенабад, извънреден и пълномощен посланик на Република Аржентина в Република България                                             | първа степен | [ 50 ] |
| 1998          | Хесус Кристобал Каранса Киньонес, първи секретар, временно управляващ посолството на Република Перу в Република България                            | втора степен | [ 51 ] |
| 1998          | Тимоти Карикари Масеко, извънреден и пълномощен посланик на Република Южна Африка в Република България                                              | първа степен | [ 52 ] |
| 1998          | Пак Ен Гел, извънреден и пълномощен посланик на Корейската народнодемократична република в Република България                                       | първа степен | [ 53 ] |
| 1998          | Александър Сесе Луа, извънреден и пълномощен посланик на Република Гвинея в Република България                                                      | втора степен | [ 54 ] |
| 1998          | д-р Мигел Орос и Рикард Молинс, от Управление „Здравеопазване и социална помощ“ към Съвета за здравеопазване в правителството на Каталуня – Испания | втора степен | [ 55 ] |
| 1998          | проф. Карл Джераси | първа степен | [ 56 ] |
| 1998          | Мартин Пертс, извънреден и пълномощен посланик на Република Латвия в Република България                                                             | първа степен | [ 57 ] |
| 1998          | академик Далибор Брозович, генерален директор на Лексикографския институт „Мирослав Кърлежа“ в Загреб                                               | първа степен | [ 58 ] |
| 1998          | Михай Кошкодан, извънреден и пълномощен посланик на Република Молдова в Република България                                                          | първа степен | [ 59 ] |
| 1998          | Ника Глен, изтъкнат специалист в областта на художествения превод                                                                                   | първа степен | [ 60 ] |
| 1998          | Мария Михелевич, изтъкнат специалист в областта на художествения превод                                                                             | първа степен | [ 61 ] |
| 1998          | проф. д-р Петер Фишер-Апелт, президент на Международната фондация „Св. св. Кирил и Методий“                                                         | първа степен | [ 62 ] |
| 1998          | проф. д-р Хилде Фай, председател на Международната фондация „Европейски форум“ и на Международното немско-българско културно дружество              | първа степен | [ 63 ] |
| 1998          | Анджей Собчак, съветник в посолството на Република Полша в Република България                                                                       | втора степен | [ 64 ] |
| 1998          | Джон Тенант, представител на Американската агенция за международно развитие                                                                         | втора степен | [ 65 ] |
| 1998          | Габриеле Нисим, автор на книгата „Човекът, който спря Хитлер“                                                                                       | първа степен | [ 66 ] |
| 1998          | Ксавиер Санльехи и Брунет, кмет на Кастильон де Ампуриас, област Хирона, Кралство Испания                                                           | първа степен | [ 67 ] |
| 1998          | Рудолф Седлачек, съветник при посолството на Чешката република и директор на Чешкия център                                                          | втора степен | [ 68 ] |

### 1999
| Дата на указа | Носител | Вид                   | Тема   |
| ------------- | --- | --------------------- | ------ |
| 1999          | Фауаз Абу Тайех, извънреден и пълномощен посланик на Хешемидско кралство Йордания в Република България                                           | първа степен          | [ 69 ] |
| 1999          | Тенкоко Сонода, председател на японски дружества за приятелство с България                                                                       | първа степен          | [ 70 ] |
| 1999          | проф. Всеволод Андреев, декан на Филологическия факултет на университета в Санкт Петербург                                                       | първа степен          | [ 71 ] |
| 1999          | Мохамед Амин Мохамед Ахмед, извънреден и пълномощен посланик на Република Ирак в Република България                                              | първа степен          | [ 72 ] |
| 1999          | Йосеф Киосо, председател на Съюза на евреите-имигранти от България                                                                               | първа степен          | [ 73 ] |
| 1999          | Емануел Зисман, депутат в Кнесета и председател на Дружеството за приятелство между България и Израел                                            | първа степен          | [ 74 ] |
| 1999          | Виктор Шемтов, изтъкнат деец на българската еврейска колония в Израел и основател на Дружеството за приятелство между България и Израел          | първа степен          | [ 75 ] |
| 1999          | Хари Зеслер, активен деец на българската еврейска общност в гр. Хайфа и в Северен Израел, вицепрезидент на „Бней Брит Интернешънъл“              | първа степен          | [ 76 ] |
| 1999          | Ицках Калев, заместник-председател на Съюза на евреите – имигранти от България, и съпредседател на старческия дом за български евреи „Жак Асеов“ | първа степен          | [ 77 ] |
| 1999          | Шуламит Шамир, известна израелска общественичка с принос за възстановяване на дипломатическите отношения между България и Израел                 | първа степен          | [ 78 ] |
| 1999          | проф. Йозеф Розенфелд, председател на дружеството за приятелство „България-Израел“ (1992 – 1996 г.)                                              | първа степен          | [ 79 ] |
| 1999          | ген. Карл Майцен, генерален инспектор на Въоръжените сили на Република Австрия                                                                   | първа степен с мечове | [ 80 ] |
| 1999          | бригаден генерал Йозег Бернекер, командващ Военновъздушните сили на Австрийската федерална армия                                                 | втора степен с мечове | [ 81 ] |
| 1999          | проф. Михаел Бар-Зоар, изтъкнат израелски експерт по международни отношения и политология, автор на книгата „Отвъд хватката на Хитлер“           | първа степен          | [ 82 ] |
| 1999          | Левент Мурат Бурхан, съветник в посолството на Република Турция в София                                                                          | втора степен          | [ 83 ] |
| 1999          | Ан Фрийд, американска общественичка | първа степен          | [ 84 ] |
| 1999          | Рой Фрийд, американски общественик | първа степен          | [ 85 ] |

### 2002
| Дата на указа    | Носител                 | Вид          | Тема   |
| ---------------- | ----------------------- | ------------ | ------ |
| 3 декември 2002  | Пол Годард Лоцман       | първа степен | [ 86 ] |
| 11 декември 2002 | Лилияна Димитрова-Шмидт | първа степен | [ 87 ] |
| 11 декември 2002 | Маргарит Терзян         | първа степен | [ 88 ] |

### 2003
| Дата на указа    | Носител                                                                                          | Вид          | Тема   |
| ---------------- | ------------------------------------------------------------------------------------------------ | ------------ | ------ |
| 28 март 2003     | Едуард Маруелпрезидент на фирма „Къртис инструмънтс инкорпорейтед“                               | първа степен | [ 89 ] |
| 8 април 2003     | Сергей Рафаилович Гриневецкийпредседател на Одеската държавна администрация                      | втора степен | [ 90 ] |
| 14 април 2003    | Анак Агунг Где Рака извънреден и пълномощен посланик на Република Индонезия в Република България | втора степен | [ 91 ] |
| 9 май 2003       | Петър Бурлак-Вълкановбесарабски поет                                                             | втора степен | [ 92 ] |
| 20 октомври 2003 | сър Зигмунд Стърнбърг                                                                            | втора степен | [ 93 ] |
| 28 октомври 2003 | Паул Ленц                                                                                        | първа степен | [ 94 ] |
| 28 октомври 2003 | проф. Хералд Цур Хаузен                                                                          | първа степен | [ 95 ] |
| 28 октомври 2003 | Сурия Рочанабуди, извънреден и пълномощен посланик на Кралство Тайланд в Република България      | втора степен | [ 96 ] |

### 2004
| Дата на указа    | Носител | Вид          | Тема |
| ---------------- | --- | ------------ | --- |
| 5 януари 2004    | Зохраб Маркос Касабян | първа степен | „за изключителния му личен принос за популяризирането на българската история и българския език в Армения“ |
| 20 януари 2004   | Анастасиос Пол Левентис президент на Фондация „А. Левентис“ | първа степен | „за особено големия му принос за съхраняване на културното наследство на Република България“ |
| 25 февруари 2004 | графиня Естер дьо Помери | първа степен | „за особено голямата ѝ благотворителна и дарителска дейност в подкрепа на българското здравеопазване и образование“ |
| 25 февруари 2004 | Фредерик Поузес президент и председател на Борда на директорите на „Американ Стандарт“ | първа степен | „за особено големите му заслуги за осъществяването на инвестиционни решения и откриването на нови работни места в Република България“ |
| 25 февруари 2004 | Вилфрид Делкер вицепрезидент и председател на „Американ Стандарт“ и изпълнителен директор на Групата за арматура                                                                                       | втора степен | „за особено големите му заслуги за осъществяването на инвестиционни решения в Република България“ |
| 16 март 2004     | Валтер Ротенщайнер генерален директор на “Райфайзенбанк” - първата чуждестранна банка, активна в България от 1992 г. и обявена в световните класации за банка на 2003 г. в Източна и Югоизточна Европа | първа степен | „за всеотдайната му работа за популяризиране на България в Австрия“ |
| 16 март 2004     | Херберт Степич заместник генерален директор на “Райфайзенбанк” | първа степен | „за ефективната му и всеотдайна работа в помощ на инвестиционния процес и банковото дело в страната ни, за популяризирането и представянето на България и българската култура в Австрия и за приноса му към цялостното развитие на българо-австрийските отношения“                                                                 |
| 16 март 2004     | Йозеф Таус президент на Management Trust Holding AG | първа степен | „за активното му участие в инвестиционния процес в България в областта на мобилната телефония, за популяризирането на успехите на България и представянето на постиженията й пред австрийски и международни инвеститори, както и за неоценимата му и постоянна помощ в качеството му на член на Австрийско-българския бизнес клуб“ |
| 16 март 2004     | Волфганг Рутенсторфер председател на Управителния съвет и генерален директор на OMV AG | първа степен | „за активното му участие в изграждането на свободния пазар на петрол в България, за използването на големия му авторитет в полза на доброто представяне на страната ни в Австрия и за разработването на програми за бъдещо развитие на пазара в България“                                                                          |
| 16 март 2004     | Ерхард Бусек специален координатор на Пакта за стабилност за Югоизточна Европа | първа степен | „за неговата активност и непрестанно продължаващата неуморна помощ в полза на България и в утвърждаването й като държава - значим регионален фактор“ |
| 16 март 2004     | Карл Блеха бивш министър и настоящ председател на Съюза на пенсионерите, дългогодишен президент на Австрийско-българското дружество във Виена                                                          | първа степен | „за активната му дейност и използване на цялото му обществено влияние за популяризиране успехите на България“ |
| 16 март 2004     | Ханс Пресел изпълнителен директор на Австрийско-българското дружество | втора степен | „за за големия му принос за популяризирането на България и за участието му в издаване на книгата “Традиция и бъдеще” по случай 120-годишнината от установяване на българо-австрийските дипломатически отношения“ |
| 16 март 2004     | Емил Мецголиц председател на Управителния съвет на Австрийско-българското дружество | втора степен | „за многократното организиране на акции за събиране на хуманитарна помощ за България и за подпомагане на български лечебни и социални заведения“ |
| 19 април 2004    | Суад Нуманович министър в правителството на Република Черна гора, участвал лично в прегледа на оцелелите пътници и организирането на приемането им на територията на Черна гора                        | първа степен | „за проявеното гражданско мъжество и човешко съпричастие при спасяването на българските граждани“ |
| 19 април 2004    | Тарзан Милошевич кмет на община Биело поле, Черна гора, един от първите, пристигнали на мястото на инцидента и организирал спасителните операции и настаняването на пътниците                          | първа степен | „за проявеното гражданско мъжество и човешко съпричастие при спасяването на българските граждани“ |
| 19 април 2004    | Стеван Пурич кмет на община Приеполе, Сърбия, организирал приемането, престоя и отпътуването на оцелелите, както и на трагично загиналите                                                              | първа степен | „за проявеното гражданско мъжество и човешко съпричастие при спасяването на българските граждани“ |
| 19 април 2004    | Есад Кощреба от село Бродарево, един от първите, пристигнали на мястото на инцидента, спасил 14 души                                                                                                   | втора степен | „за проявеното гражданско мъжество и човешко съпричастие при спасяването на българските граждани“ |
| 19 април 2004    | Миле Вукович от Биело поле, участвал в спасителната операция като водолаз доброволец, приютил в личния си мотел “Дурмитор” 17 души                                                                     | втора степен | „за проявеното гражданско мъжество и човешко съпричастие при спасяването на българските граждани“ |
| 19 април 2004    | Изудин Пушия от село Бродарево, един от първите, пристигнали на мястото на инцидента и активно участвал в спасяването на няколко човешки живота                                                        | втора степен | „за проявеното гражданско мъжество и човешко съпричастие при спасяването на българските граждани“ |
| 19 април 2004    | Желько Божович от Биело поле, първия, информирал за инцидента и участвал активно в спасителната операция                                                                                               | втора степен | „за проявеното гражданско мъжество и човешко съпричастие при спасяването на българските граждани“ |
| 19 април 2004    | Зухдия Ахметович от махала Гостун, село Бродарево, участвал с риск за живота си със собствената си лодка в спасителната операция                                                                       | втора степен | „за проявеното гражданско мъжество и човешко съпричастие при спасяването на българските граждани“ |
| 19 април 2004    | Заим Ахметович от махала Гостун, село Бродарево, участвал с риск за живота си със собствената си лодка в спасителната операция                                                                         | втора степен | „за проявеното гражданско мъжество и човешко съпричастие при спасяването на българските граждани“ |
| 19 април 2004    | Сафет Нишич от Биело поле, преплувал реката с риск за живота си, връзвайки въжето, по което са изтегляни пътниците от автобуса                                                                         | втора степен | „за проявеното гражданско мъжество и човешко съпричастие при спасяването на българските граждани“ |
| 19 април 2004    | Сафет Баличевац от село Бродарево, участвал активно в спасителната операция | втора степен | „за проявеното гражданско мъжество и човешко съпричастие при спасяването на българските граждани“ |
| 12 октомври 2004 | Хосе Анхел Лопес Хорин извънреден и пълномощен посланик на Кралство Испания в Република България | първа степен | „за особено големите му заслуги за развитието и активизирането на политическите, икономическите и културните отношения между Република България и Кралство Испания, както и по повод окончателното му отпътуване от страната“ |

### 2005
| Дата на указа     | Носител | Вид          | Тема |
| ----------------- | --- | ------------ | --- |
| 10 февруари 2005  | Нгуен Ван Дак извънреден и пълномощен посланик на СР Виетнам в Република България | първа степен | „за особено големите му заслуги за укрепването и развитието на българо-виетнамските отношения и по повод окончателното му отпътуване от страната“                                                           |
| 15 април 2005     | Стюърт Хюм извънреден и пълномощен посланик на Австралия в Република България | първа степен | „за особено големите му заслуги за установяването, укрепването и развитието на българо-австралийските отношения“                                                                                            |
| 28 юни 2005       | Хелмут Палдер ръководен министерски съветник в държавното министерство на правосъдието на Свободната държава Бавария                                                                          | първа степен | „за особено големите му заслуги за развитието на двустранните отношения между Република България и Свободната държава Бавария в областта на правосъдието“                                                   |
| 28 юни 2005       | Виталий Игнатенко генерален директор на ИТАР-ТАСС | първа степен | „за утвърждаването на българската култура в Русия и ОНД“ |
| 10 август 2005    | Мохамед Абдул Расул Ал-Ауади извънреден и пълномощен посланик на Държавата Кувейт | първа степен | „за особено големите му заслуги за развитието и укрепването на българо-кувейтските отношения и по повод окончателното му отпътуване от страната“                                                            |
| 2 септември 2005  | Хироюки Курата бивш председател на Горната камара на японския парламент и почетен председател на Парламентарната асоциация за приятелство с България при Горната камара на японския парламент | първа степен | „ за особено големите му заслуги за укрепването и развитието на българо-японските отношения“ |
| 2 септември 2005  | Кацуцугу Секия председател на Парламентарната асоциация за приятелство с България при Горната камара на японския парламент                                                                    | първа степен | „за особено големите му заслуги за укрепването и развитието на българо-японските отношения“ |
| 21 септември 2005 | Хосе Росадо Амадор временно управляващ посолството на Република Куба в Република България | първа степен | „за особено големите му заслуги за развитието на двустранните отношения между Република България и Република Куба и по повод окончателното му отпътуване от страната“                                       |
| 26 септември 2005 | Марио Енрике де Алмейда Сантос Давид държавен секретар по европейските въпроси на Португалската република                                                                                     | първа степен | „за особено големите му заслуги за развитието на българо-португалските отношения и за приноса му към провеждане и финализиране на преговорите за присъединяване на Република България към Европейския съюз“ |
| 10 октомври 2005  | Айво Орав извънреден и пълномощен посланик на Република Естония в Република България | първа степен | „за особено големите му заслуги за развитие на българо-естонските отношения и по повод окончателното му отпътуване от страната“                                                                             |
| 29 ноември 2005   | Фатмир Кумбаро извънреден и пълномощен посланик на Република Албания в Република България | първа степен | „за особено големите му заслуги за укрепването и развитието на българо-албанските отношения и по повод окончателното му отпътуване от страната.“                                                            |

### 2007
| Дата на указа     | Носител | Вид                   | Тема |
| ----------------- | --- | --------------------- | --- |
| 28 август 2007    | Марк Пиерини ръководител на Делегацията на Европейската комисия в Анкара, Република Турция, председател на Съвета на директорите на Международния фонд – Бенгази | първа степен          | „за особено големите му заслуги за разрешаване на казуса с българските медици във Великата социалистическа народна Либийска арабска Джамахирия и завръщането им в Република България“    |
| 18 септември 2007 | Клод Геан генерален секретар на президентството на Френската република                                                                                           | първа степен          | „за особено големите му заслуги за разрешаване на казуса с българските медици във Великата социалистическа народна Либийска арабска Джамахирия и завръщането им в Република България“    |
| 27 септември 2007 | баронеса Кристина фон Шверин придворна дама | първа степен          | „за особено големите ѝ заслуги за развитието и укрепването на българо-шведските отношения“                                                                                               |
| 27 септември 2007 | Свен Ерик Рагнар (Лорд Чембърлейн) | първа степен          | „за особено големите му заслуги за развитието и укрепването на българо-шведските отношения“                                                                                              |
| 27 септември 2007 | вицеадмирал Йорген Ериксон адютант на Негово Величество | първа степен с мечове | „за особено големите му заслуги за развитието и укрепването на българо-шведските отношения“                                                                                              |
| 27 септември 2007 | д-р Ян Йостергрен първи личен лекар на Негово Величество | първа степен          | „за особено големите му заслуги за развитието и укрепването на българо-шведските отношения“                                                                                              |
| 27 септември 2007 | подполковник Ханс Норлен инспектор в Кралския двор | втора степен с мечове | „за особено големите му заслуги за развитието и укрепването на българо-шведските отношения“                                                                                              |
| 27 септември 2007 | капитан ІІІ ранг Ханс Торнерйелм адютант на Негово Величество Краля на Швеция                                                                                    | втора степен с мечове | „за особено големите му заслуги за развитието и укрепването на българо-шведските отношения“                                                                                              |
| 27 септември 2007 | подполковник Рикард Бек-Фриис Хел главен церемониалмайстор в Кралския двор                                                                                       | втора степен с мечове | „за особено големите му заслуги за развитието и укрепването на българо-шведските отношения“                                                                                              |
| 27 септември 2007 | Морган Герле прессекретар в Кралския двор | втора степен          | „за особено големите му заслуги за развитието и укрепването на българо-шведските отношения“                                                                                              |
| 27 септември 2007 | Андерш Настрьом заместник-началник на Протокола на Министерството на външните работи на Кралство Швеция                                                          | първа степен          | „за особено големите му заслуги за развитието и укрепването на българо-шведските отношения“                                                                                              |
| 27 септември 2007 | Мариане Норби заместник-директор на Протокола на Министерството на външните работи на Кралство Швеция                                                            | втора степен          | „за особено големите ѝ заслуги за развитието и укрепването на българо-шведските отношения“                                                                                               |
| 27 септември 2007 | Елисабет Анестад главен полицейски интендант | втора степен с мечове | „за особено големите ѝ заслуги за развитието и укрепването на българо-шведските отношения“                                                                                               |
| 27 септември 2007 | Бенгт Густавсон полицейски интендант | втора степен с мечове | „за особено големите му заслуги за развитието и укрепването на българо-шведските отношения“                                                                                              |
| 28 септември 2007 | Дейвид Уелч заместник-държавен секретар на Съединените американски щати                                                                                          | първа степен          | „за особено големите му заслуги за разрешаване на казуса с българските медици във Великата социалистическа народна Либийска арабска Джамахирия и за завръщането им в Република България“ |
| 28 септември 2007 | Катрин Ги-Кен депутат в Европейския парламент и съпредседател на Съвместния парламентарен комитет „Европейски съюз – България“                                   | първа степен          | „за особено големите ѝ заслуги за разрешаване на казуса с българските медици във Великата социалистическа народна Либийска арабска Джамахирия и за завръщането им в Република България“  |
| 28 септември 2007 | Тони Лойд депутат в Парламентарната асамблея на Съвета на Европа                                                                                                 | първа степен          | „за особено големите му заслуги за разрешаване на казуса с българските медици във Великата социалистическа народна Либийска арабска Джамахирия и за завръщането им в Република България“ |
| 28 септември 2007 | Ханс-Герт Пьотеринг председател на Европейския парламент | първа степен          | „за особено големите му заслуги за разрешаване на казуса с българските медици във Великата социалистическа народна Либийска арабска Джамахирия и за завръщането им в Република България“ |
| 22 октомври 2007  | Нийл Буне постоянен представител на Програмата на ООН за развитие (ПРООН) и постоянен координатор на ООН в Република България                                    | първа степен          | „за особено големия му личен принос за сътрудничеството на Република България с ПРООН и по повод окончателното му отпътуване от страната“                                                |
| 22 октомври 2007  | Ханко фон Кнобелсдорф за особено големите му заслуги за развитието на българо-германското икономическо сътрудничество                                            | първа степен          | „за особено големите му заслуги за развитието на българо-германското икономическо сътрудничество“                                                                                        |

### 2008
| Дата на указа     | Носител | Вид          | Тема |
| ----------------- | --- | ------------ | --- |
| 19 март 2008      | Жозеп Антони Дуран и Лейда председател на Комисията по външна политика в Конгреса на депутатите на Кралство Испания                                                            | първа степен | „за особено големите му заслуги за присъединяването на Република България към Европейския съюз“ |
| 28 март 2008      | Теймураз Шарашенидзе извънреден и пълномощен посланик на Грузия в Република България                                                                                           | първа степен | „за особено големия му принос за развитие на българо-грузинските отношения и по повод окончателното му отпътуване от страната“ |
| 4 юни 2008        | генерал-лейтенант Владимир Шаталов летец-космонавт на СССР, началник на Центъра за подготовка на космонавти „Ю. А. Гагарин“ по време на съветско-българския полет през 1988 г. | първа степен | „за особено големите му заслуги към Република България и за подготовката и реализацията на съвместния космически полет през същата година“ |
| 4 юни 2008        | полковник Юрий Романенко летец-космонавт на СССР, командир на съветско-българския дублиращ космически екипаж от 1978 – 1979 г.                                                 | първа степен | „за особено големите му заслуги към Република България за подготовката и управлението на първия съветско-български космически полет, както и за непосредственото му участие през 1988 г. в подготовката и обучението на български космонавти“ |
| 12 юни 2008       | Емил Венков | първа степен | „за особено големите му заслуги за популяризиране на българската култура в Словакия и за развитието на приятелските отношения и сътрудничество между Република България и Словашката република“                                               |
| 11 юли 2008       | Хосе Луис Мартинес и Ернандес извънреден и пълномощен посланик на Мексиканските съединени щати в Република България                                                            | първа степен | „за големия му принос за укрепването и развитието на българо-мексиканските отношения и по повод приключването на мандата му“ |
| 30 септември 2008 | Вилхелм Краус почетен президент на Германо-българската индустриално-търговска камара                                                                                           | втора степен | „за особено големите му заслуги за развитие на двустранното търговско-икономическо сътрудничество“ |
| 16 декември 2008  | Ел Гайлани Длими извънреден и пълномощен посланик на Кралство Мароко в Република България                                                                                      | първа степен | „за особено големите му заслуги за развитие на българо-мароканските отношения и по повод окончателното му отпътуване от страната“ |

### 2009
| Дата на указа     | Носител | Вид          | Тема |
| ----------------- | --- | ------------ | --- |
| 16 януари 2009    | Гюнтер Вебер | втора степен | „за особено големите му заслуги за развитие на българо-германското сътрудничество, за дългогодишната му хуманитарна дейност в Славяново и Плевен, както и по повод неговата 80-годишнина“                             |
| 23 януари 2009    | Акико Игая президент на „Кобунша Интернешънъл“, главен директор на Японо-българската асоциация за приятелство                  | първа степен | „за особено големите ѝ заслуги за развитието на българо-японските отношения и за популяризирането на страната ни в Япония“                                                                                            |
| 23 януари 2009    | Хироясу Кобаяши президент на Концертна агенция „Мин-он“                                                                        | втора степен | „за дългогодишния му принос за развитието на българо-японските отношения в областта на културата“ |
| 13 май 2009       | Карл-Юрген Вилберт почетен консул на Република България във федералната провинция Райнланд-Пфалц, Федерална република Германия | първа степен | „за особено големите му заслуги за укрепване на българо-германските отношения“ |
| 26 юни 2009       | Негово Кралско Височество принц Ал-Уалид Бин Талал Бин Абдулазис Ал Сауд                                                       | първа степен | „за особено големите му заслуги за развитието на българо-саудитските отношения в икономическата област“ |
| 1 септември 2009  | Франц-Херман Брюнер генерален директор на Европейската служба за борба с измамите (ОЛАФ)                                       | първа степен | „за особено големите му заслуги за подобряване на механизмите в Република България за контрол и за усвояване на средствата от европейските фондове“                                                                   |
| 30 септември 2009 | проф. Андреас Шварц | втора степен | „за неговия цялостен научен и обществен принос за проучването и популяризирането на българското културно-историческо наследство в Република Австрия и за развитието на българо-австрийските културни и научни връзки“ |
| 13 ноември 2009   | Шигетаро Асано вицепрезидент на „Мейджи холдинг“                                                                               | първа степен | „за особено големите му заслуги за развитието на българо-японското икономическо сътрудничество“ |

### 2010
| Дата на указа     | Носител | Вид          | Тема |
| ----------------- | --- | ------------ | --- |
| 16 февруари 2010  | Алоис Микелсен | първа степен | „за особено големите му заслуги за развитието на „Солвей Соди“ – АД, и на двустранните отношения между Република България и Кралство Белгия“         |
| 25 февруари 2010  | Пауло Америко Вейга Воловски извънреден и пълномощен посланик на Федеративна република Бразилия в Република България            | първа степен | „за особено големите му заслуги за укрепването и развитието на българо-бразилските отношения и по повод окончателното му отпътуване от страната“     |
| 25 февруари 2010  | Херонимо Кортес Фунес извънреден и пълномощен посланик на Република Аржентина в Република България                              | първа степен | „за особено големите му заслуги за укрепването и развитието на българо-аржентинските отношения и по повод окончателното му отпътуване от страната“   |
| 19 юли 2010       | Дейвид Харис изпълнителен директор на Американския еврейски комитет                                                             | първа степен | „за особено големите му заслуги за развитието на двустранните отношения между Република България и Съединените американски щати“                     |
| 20 септември 2010 | Шиничи Мунемаса почетен консул на Република България в Япония                                                                   | първа степен | „за особено големите му заслуги за развитието на българо-японските отношения в областта на културата и спорта и по повод 60 години от рождението му“ |
| 20 септември 2010 | Ги Докендорф първи съветник на люксембургското правителство и генерален директор за културата на Великото херцогство Люксембург | втора степен | „за особено големите му заслуги за развитието на българо-люксембургските отношения в областта на културата“                                          |
| 8 октомври 2010   | проф. д-р Клаус Манголд председател на Източния комитет на германската икономика                                                | първа степен | „за особено големите му заслуги за развитието на българо-германските икономически и политически отношения“                                           |
| 7 декември 2010   | Буяр Скъндо извънреден и пълномощен посланик на Република Албания в Република България                                          | първа степен | „за особено големите му заслуги за развитието на българо-албанските отношения и по повод окончателното му отпътуване от страната“                    |

### 2011
| Дата на указа    | Носител                                                                                  | Вид          | Тема |
| ---------------- | ---------------------------------------------------------------------------------------- | ------------ | --- |
| 16 февруари 2011 | Дени Дансет почетен консул на Република България в Марсилия, Френската република         | първа степен | „за особено големите му заслуги за развитието на двустранните икономически отношения между Република България и Френската република“                                       |
| 16 февруари 2011 | Хервиг Хадвигер                                                                          | първа степен | „за особено големите му заслуги за укрепването и развитието на българо-австрийските отношения в областта на културата и изкуството“                                        |
| 8 юни 2011       | Зохара Кампаньола                                                                        | втора степен | „за особено големите ѝ заслуги за развитие на социалните услуги за хора с увреждания и за значителния ѝ принос в борбата с онкологичните заболявания в Република България“ |
| 22 юли 2011      | Рейн Ойдекиви извънреден и пълномощен посланик на Република Естония в Република България | първа степен | „за особено големите му заслуги за развитието на българо-естонските отношения и по повод окончателното му отпътуване от страната“                                          |

### 2012
| Дата на указа  | Носител                                                  | Вид          | Тема |
| -------------- | -------------------------------------------------------- | ------------ | --- |
| 4 април 2012   | Джон Атанасов II                                         | първа степен | „за особено големите му заслуги за развитието на двустранните отношения и сътрудничество между Република България и Съединените американски щати.“ |
| 4 април 2012   | Джоан Гедърс                                             | първа степен | „за особено големите ѝ заслуги за развитието на двустранните отношения и сътрудничество между Република България и Съединените американски щати.“  |
| 30 юли 2012    | Махеш Ман Шрестха                                        | първа степен | „за особено големите му заслуги за подпомагане на българските граждани в Непал и за укрепване на българо-непалските връзки“                        |
| 30 август 2012 | Франк Бауър, президент на Фондация „Америка за България“ | първа степен | „за особено големите му заслуги за укрепването, развитието и задълбочаването на българо-американските отношения“                                   |

### 2013
| Дата на указа    | Носител | Вид          | Тема |
| ---------------- | --- | ------------ | --- |
| 28 февруари 2013 | Александар Църквеняков, извънреден и пълномощен посланик на Република Сърбия в Република България                        | първа степен | „за особено големите му заслуги за укрепването и развитието на българо-сръбските отношения и сътрудничеството, както и по повод окончателното му отпътуване от страната“                   |
| 28 март 2013     | Олфат Фарах, извънреден и пълномощен посланик на Арабска република Египет в Република България                           | първа степен | „за особено големите ѝ заслуги за задълбочаването и активизирането на българо-египетските отношения и във връзка с окончателното ѝ отпътуване от страната“                                 |
| 16 май 2013      | Церендорж Ганхуяг, извънреден и пълномощен посланик на Монголия в Република България                                     | първа степен | „за особено големия му принос за развитието и укрепването на българо-монголските отношения и във връзка с окончателното му отпътуване от страната“                                         |
| 17 май 2013      | Джузепе Консоло | първа степен | „за особено големите му заслуги за укрепването и развитието на отношенията между Република България и Италианската република“                                                              |
| 27 юни 2013      | Даря Баудаж Курет, извънреден и пълномощен посланик на Република Словения в Република България                           | първа степен | „за цялостния ѝ принос за развитието и задълбочаването на приятелските отношения, политическото, икономическото и културното сътрудничество между Република България и Република Словения“ |
| 19 декември 2013 | Уошингтон Луис Перейра-де-Соуза, извънреден и пълномощен посланик на Федеративна република Бразилия в Република България | първа степен | „за особено големите му заслуги за укрепването и развитието на българо-бразилските отношения“                                                                                              |
| 20 декември 2013 | Монсеньор Януш Болонек, апостолически нунций в Република България                                                        | първа степен | „за особено големите му заслуги за развитието на отношенията между Република България и Светия престол“                                                                                    |

### 2014
| Дата на указа | Носител                                                                                               | Вид          | Тема |
| ------------- | --- | ------------ | --- |
| 30 юни 2014   | Герхард Райвегер, извънреден и пълномощен посланик на Република Австрия в Република България          | първа степен | „за особено големите му заслуги за укрепването и развитието на българо-австрийските отношения“                                                              |
| 30 юни 2014   | Коре Ерхард Янсон, извънреден и пълномощен посланик на Кралство Дания в Република България            | първа степен | „за особено големите му заслуги за укрепването и развитието на българо-датските отношения“                                                                  |
| 30 юни 2014   | Лешек Хенсел, извънреден и пълномощен посланик на Република Полша в Република България                | първа степен | „за особено големите му заслуги за укрепването и развитието на българо-полските отношения“                                                                  |
| 30 юни 2014   | Ставрос Амвросиу, извънреден и пълномощен посланик на Република Кипър в Република България            | първа степен | „за особено големите му заслуги за укрепването и развитието на българо-кипърските отношения“                                                                |
| 7 юли 2014    | Коичи Киши, председател на Групата за приятелство с България в Горната камара на парламента на Япония | първа степен | „за неговата активна дейност за развитието на двустранните отношения и сътрудничеството, парламентарния и културен обмен между Република България и Япония“ |

### 2015
| Дата на указа     | Носител | Вид          | Тема |
| ----------------- | --- | ------------ | --- |
| 8 януари 2015     | Ахмед Буташ, извънреден и пълномощен посланик на Алжирската демократична и народна република в Република България                                                | първа степен | „за неговия значителен принос за развитието на двустранните отношения между Република България и Алжирската демократична и народна република“                                                         |
| 3 февруари 2015   | проф. д-р Герд-Винанд Имайер, почетен генерален консул на Република България в германските федерални провинции Хамбург, Шлезвиг-Холщайн, Долна Саксония и Бремен | първа степен | „за особено големия му принос за развитието на българо-германските отношения“ |
| 10 юли 2015       | г-жа Хелена Пилсас Алин, извънреден и пълномощен посланик на Кралство Швеция в Република България                                                                | първа степен | „за особено големите ѝ заслуги за укрепването и развитието на българо-шведските отношения“ |
| 18 септември 2015 | г-н Уорън Милър, член на Комисията за съхраняване на американското културно наследство зад граница                                                               | първа степен | „за неговия значителен принос и особено големи заслуги за разширяване на сътрудничеството между Република България и САЩ по отношение на опазване на културно-историческото наследство в страната ни“ |
| 24 септември 2015 | кардинал Лорис Франческо Каповила, секретар на папа Йоан ХХІІІ                                                                                                   | първа степен | „за особено големите му заслуги за развитието на отношенията между Република България и Светия престол“                                                                                               |
| 16 октомври 2015  | г-н Фейсал Ал-Адуани, извънреден и пълномощен посланик на Държавата Кувейт в Република България                                                                  | първа степен | „за особено големите му заслуги за развитието на българо-кувейтските отношения“ |
| 5 ноември 2015    | г-н Александру Пригорски, извънреден и пълномощен посланик на Република Молдова в Република България                                                             | първа степен | „за особените му заслуги за задълбочаването и развитието на българо-молдовските отношения“ |
| 12 ноември 2015   | г-н Мохаммад Джамшед Ифтихар, извънреден и пълномощен посланик на Ислямска република Пакистан в Република България                                               | втора степен | „за неговите особено големи заслуги за развитието на българо-пакистанските отношения“ |
| 14 декември 2015  | г-н Жозе Нунеш Либерато, началник на Кабинета на президента на Португалската република                                                                           | първа степен | „за неговия особено голям принос в укрепването и развитието на българо-португалските отношения на приятелство и сътрудничество“                                                                       |
| 14 декември 2015  | посланик Луиза Бащош де Алмейда, старши съветник на президента на Португалската република по международните отношения                                            | втора степен | „за нейния особено голям принос в укрепването и развитието на българо-португалските отношения на приятелство и сътрудничество“                                                                        |

### 2016
| Дата на указа    | Носител | Вид          | Тема |
| ---------------- | --- | ------------ | --- |
| 25 февруари 2016 | г-н Харри Салми, извънреден и пълномощен посланик на Република Финландия в Република България                                                         | първа степен | „за неговите особено големи заслуги за развитието на българо-финландските отношения“                                                          |
| 25 март 2016     | г-н Гийермо Салвадор Асрак, извънреден и пълномощен посланик на Република Аржентина в Република България                                              | първа степен | „за особено големите му заслуги за развитието на българо-аржентинските отношения“                                                             |
| 6 април 2016     | г-жа Латифа Ахарбаш, извънреден и пълномощен посланик на Кралство Мароко в Република България                                                         | първа степен | „за особено големите ѝ заслуги за развитието на българо-мароканските отношения“                                                               |
| 11 май 2016      | г-жа Аник ван Калстър, извънреден и пълномощен посланик на Кралство Белгия в Република България                                                       | първа степен | „за особено големите ѝ заслуги за укрепването и развитието на двустранните отношения между Република България и Кралство Белгия“              |
| 27 май 2016      | г-н Григор Рубенович Сафарян, директор на 131-во училище „П. К. Яворов“ в Ереван и председател на Дружеството за културни връзки „Армения – България“ | първа степен | „за неговия особено голям принос в укрепването и развитието на българо-арменските отношения в областта на образованието, науката и културата“ |
| 27 май 2016      | г-н Артур Хачатурович Нерсисян, отговорен секретар на Дружеството за културни връзки „Армения – България“                                             | втора степен | „за неговия особено голям принос в укрепването и развитието на българо-арменските отношения в областта на образованието, науката и културата“ |
| 2 август 2016    | г-н Мохамед бен Али Алнуейми, извънреден и пълномощен посланик на Държавата Катар в Република България                                                | първа степен | „за особено големите му заслуги за развитието на българо-катарските отношения“                                                                |
| 28 октомври 2016 | г-н Лхамсурен Дугержав, извънреден и пълномощен посланик на Монголия в Република България                                                             | първа степен | „за особено големите му заслуги за развитието и укрепването на българо-монголските отношения“                                                 |

### 2017
| Дата на указа    | Носител | Вид          | Тема |
| ---------------- | --- | ------------ | --- |
| 13 януари 2017   | г-н Абдоллах Ноурузи, извънреден и пълномощен посланик на Ислямска република Иран в Република България                                                   | първа степен | „за особено големите му заслуги за развитието на българо-иранските отношения“                                                                                          |
| 27 февруари 2017 | г-жа Малгожата Садурска, началник на Канцеларията на президента на Република Полша                                                                       | първа степен | „за особено големите ѝ заслуги за развитието на българо-полските отношения“                                                                                            |
| 27 февруари 2017 | г-н Кшищоф Шчерски, съветник на президента на Република Полша по външнополитическите въпроси                                                             | първа степен | „за особено големите му заслуги за развитието на българо-полските отношения“                                                                                           |
| 5 юли 2017       | г-н Ян Хоростковски, почетен консул на Република България във Вроцлав, Република Полша                                                                   | първа степен | „за особено големите му заслуги за развитието на приятелските отношения и двустранното сътрудничество между Република България и Република Полша“                      |
| 4 август 2017    | г-жа Сотирула Хараламбус, заместник-председател на Панкипърската федерация на труда и бивш министър на труда и социалното осигуряване на Република Кипър | първа степен | „за нейния принос за развитието на българо-кипърските отношения в социалната област и защитата на трудовите и социални права на българите, работещи в Република Кипър“ |
| 4 август 2017    | г-н Юрий Иванович Седих, президент на Дружество „Украйна – България“                                                                                     | първа степен | „за особено големите му заслуги за задълбочаването и развитието на българо-украинските отношения“                                                                      |
| 4 август 2017    | г-н Кристиан Кьонигсфелдт, извънреден и пълномощен посланик на Кралство Дания в Република България                                                       | първа степен | „за неговите особено големи заслуги за укрепването и развитието на двустранните отношения между Република България и Кралство Дания“                                   |
| 16 август 2017   | г-н Луиш Фераш, извънреден и пълномощен посланик на Португалската република в Република България                                                         | първа степен | „за неговите особено големи заслуги за укрепването и развитието на двустранните отношения между Република България и Португалската република“                          |
| 8 септември 2017 | г-н Миломир Михалиевич, извънреден и пълномощен посланик на Черна гора в Република България                                                              | първа степен | „за особено големите му заслуги за развитието на българо-черногорските отношения и сътрудничество“                                                                     |

### 2018
| Дата на указа  | Носител | Вид          | Тема |
| -------------- | --- | ------------ | --- |
| 16 март 2018   | г-н Джей Бърджис, бивш заместник-помощник секретар за Европа и Азия в Департамента по търговия на Съединените американски щати | първа степен | „за неговия личен принос за развитието на търговско-икономическите отношения между България и Съединените американски щати“ |
| 15 юни 2018    | г-н Робърт Сингер, вицепрезидент и главен изпълнителен директор на Световния еврейски конгрес                                  | първа степен | „за особени заслуги за сътрудничеството между Световния еврейски конгрес и държавните институции, еврейската общност и гражданското общество в Република България, както и за съществен принос за развитието на образователните и други дейности на българската еврейска общност“ |
| 20 юни 2018    | г-н Шпенд Калаба, извънреден и пълномощен посланик на Република Косово в Република България                                    | втора степен | „за големите му заслуги за развитието на българо-косовските отношения и сътрудничество“ |
| 26 юни 2018    | г-н Ставрос Августидис, извънреден и пълномощен посланик на Република Кипър в Република България                               | първа степен | „за големите му заслуги за развитието на българо-кипърските отношения и сътрудничество“ |
| 26 юни 2018    | г-н Зураб Беридзе, извънреден и пълномощен посланик на Грузия в Република България                                             | първа степен | „за неговия личен принос за укрепването и развитието на двустранните отношения между Република България и Грузия“ |
| 13 юли 2018    | г-н Микола Балтажи, извънреден и пълномощен посланик на Украйна в Република България                                           | първа степен | „за особено големите му заслуги за укрепването и развитието на двустранните отношения между Република България и Украйна“ |
| 21 август 2018 | г-жа Илхам Ибрахим Мохамед Ахмед, извънреден и пълномощен посланик на Република Судан в Република България                     | първа степен | „за нейните значителни заслуги за развитието на двустранните отношения между Република България и Република Судан“ |
| 21 август 2018 | г-жа Лйерка Алайбег, извънреден и пълномощен посланик на Република Хърватия в Република България                               | първа степен | „за нейния цялостен принос за развитието на българо-хърватските отношения и за задълбочаване на политическото, икономическото и културното сътрудничество между Република България и Република Хърватия“                                                                          |

### 2019
| Дата на указа    | Носител | Вид          | Тема |
| ---------------- | --- | ------------ | --- |
| 1 март 2019      | г-н Арнауд Адрианус Мария (Арно) Брок, кралски комисар за провинция Фризия, Кралство Нидерландия                                                               | първа степен | „за значителен принос за развитието на двустранните отношения между Република България и Кралство Нидерландия“                 |
| 10 юли 2019      | г-жа Ирит Лилиан, извънреден и пълномощен посланик на Държавата Израел в Република България                                                                    | първа степен | „за заслугите и за развитието и укрепването на двустранните отношения“                                                         |
| 28 август 2019   | г-н Ерик Льобедел, извънреден и пълномощен посланик на Френската република в Република България                                                                | първа степен | „за неговите особено големи заслуги за укрепването и развитието на българо-френските отношения“                                |
| 28 август 2019   | г-жа Ана Мария Сампайо Фернандес, извънреден и пълномощен посланик на Федеративна република Бразилия в Република България                                      | първа степен | „за нейните големи заслуги за укрепването и развитието на българо-бразилските отношения“                                       |
| 10 октомври 2019 | г-н Душан Щраух, извънреден и пълномощен посланик на Чешката република в Република България                                                                    | първа степен | „за заслуги в установяването, укрепването и развитието на двустранните отношения между Република България и Чешката република“ |
| 15 октомври 2019 | г-н Тошимицу Мотеги, министър на външните работи на Япония и председател на Групата за приятелство с България в Долната камара на парламента на Япония         | първа степен | „за особено големи заслуги за укрепването и развитието на отношенията на приятелство и сътрудничество с Япония“                |
| 15 октомври 2019 | г-н Хироми Йошида, доскорошен председател на Групата за приятелство с България в Горната камара на парламента на Япония                                        | първа степен | „за особено големи заслуги за укрепването и развитието на отношенията на приятелство и сътрудничество с Япония“                |
| 15 октомври 2019 | г-н Кадзунори Танака, министър на реконструкцията на Япония и генерален секретар на Групата за приятелство с България в Долната камара на парламента на Япония | втора степен | „за особено големи заслуги за укрепването и развитието на отношенията на приятелство и сътрудничество с Япония“                |
| 15 октомври 2019 | г-н Джуничи Ишии, депутат и генерален секретар на Групата за приятелство с България в Горната камара на парламента на Япония                                   | втора степен | „за особено големи заслуги за укрепването и развитието на отношенията на приятелство и сътрудничество с Япония“                |
| 11 ноември 2019  | г-н Абдулуахаб Насър Ал Наджар, извънреден и пълномощен посланик на Обединените арабски емирства                                                               | първа степен | „за особено големите му заслуги за развитието на двустранните ни отношения“                                                    |
| 18 декември 2019 | г-н Хасан Улусой, извънреден и пълномощен посланик на Република Турция в Република България                                                                    | първа степен | „за големите му заслуги и принос за развитието на българо-турските отношения и сътрудничество“                                 |

### 2020
| Дата на указа    | Носител | Вид          | Тема |
| ---------------- | --- | ------------ | --- |
| 13 януари 2020   | г-н Моайад Фатхала Елдали, извънреден и пълномощен посланик на Арабска република Египет в Република България    | първа степен | „за неговия принос за развитието и укрепването на двустранните отношения“                                                                                  |
| 24 януари 2020   | проф. Соня Рув-Увалиева                                                                                         | първа степен | „за нейния принос за развитието и укрепването на двустранните отношения между Република България и Обединеното кралство Великобритания и Северна Ирландия“ |
| 17 февруари 2020 | проф. Армен Саргсян, извънреден и пълномощен посланик на Република Армения в Република България                 | първа степен | „за неговия принос за укрепването и развитието на двустранните отношения“                                                                                  |
| 25 март 2020     | г-н Марян Гьорчев, извънреден и пълномощен посланик на Република Северна Македония в Република България         | първа степен | „за големите му заслуги и принос за развитието на отношенията и сътрудничеството между Република България и Република Северна Македония“                   |
| 17 юни 2020      | г-жа Сри Астари Расджид, извънреден и пълномощен посланик на Република Индонезия в Република България           | първа степен | „за особено големите и заслуги за развитието на двустранните отношения“                                                                                    |
| 28 юли 2020      | г-н Алберто Алфредо Мануел Труеба, извънреден и пълномощен посланик на Република Аржентина в Република България | първа степен | „за неговия значим личен и професионален принос за развитието на двустранните отношения“                                                                   |
| 31 юли 2020      | г-н Майкъл Форбс, извънреден и пълномощен посланик на Република Ирландия в Република България                   | първа степен | „за особено големите му заслуги за развитието на двустранните отношения“                                                                                   |
| 14 август 2020   | г-жа Пайви Блинникка, извънреден и пълномощен посланик на Република Финландия в Република България              | втора степен | „за нейния личен принос за укрепването и развитието на двустранните отношения“                                                                             |
| 14 август 2020   | г-жа Луиз Бергхолм, извънреден и пълномощен посланик на Кралство Швеция в Република България                    | първа степен | „за нейния личен принос за укрепването и развитието на двустранните отношения“                                                                             |
| 15 декември 2020 | г-н Йон Гъля, извънреден и пълномощен посланик на Румъния в Република България                                  | първа степен | „за изключителен принос в развитието на партньорските и приятелските двустранни отношения между Република България и Румъния“                              |

### 2021
| Дата на указа    | Носител | Вид          | Тема |
| ---------------- | --- | ------------ | --- |
| 18 януари 2021   | г-жа Наргиз Гурбанова, извънреден и пълномощен посланик на Република Азербайджан в Република България                     | първа степен | „за нейния личен принос за укрепването и развитието на двустранните ни отношения с Република Азербайджан“ |
| 19 април 2021    | о. з. полковник проф. д-р Камен Плочев                                                                                    | първа степен | „за високи постижения в областта на медицината и големи заслуги за развитието и укрепването на двустранните отношения в областта на здравеопазването и научните изследвания в медицината между Република България и водещи европейски държави“ |
| 1 юли 2021       | г-жа Берендина Мария тен Тъшър, извънреден и пълномощен посланик на Кралство Нидерландия в Република България             | първа степен | „за особено големи заслуги за укрепването и задълбочаването на приятелските връзки и сътрудничеството между Република България и Кралство Нидерландия“                                                                                         |
| 28 юли 2021      | Георги Паничерски | първа степен | „за неговите особено големи заслуги и личен принос за развитието на двустранните отношения и задълбочаването на сътрудничеството между Република България и Канада“                                                                            |
| 4 август 2021    | г-н Месфер Абдулрахман Ал Гасиб, извънреден и пълномощен посланик на Кралство Саудитска Арабия в Република България       | първа степен | „за неговия принос за развитието и укрепването на двустранните отношения“ |
| 12 август 2021   | г-н Дашжамц Батсайхан, извънреден и пълномощен посланик на Монголия в Република България                                  | втора степен | „за неговите големи заслуги за развитието на двустранните отношения“ |
| 19 октомври 2021 | г-жа Латифа Беназза, извънреден и пълномощен посланик на Алжирската демократична и народна република в Република България | първа степен | „за нейния принос за развитието и задълбочаването на двустранните отношения“ |
| 21 декември 2021 | Анселмо Гуидо Пекорари, Апостолически нунций в Република България                                                         | първа степен | „за особено големите му заслуги за развитието на двустранните отношения между Република България и Светия престол“ |

### 2022
| Дата на указа     | Носител | Вид          | Тема                                                                                               |
| ----------------- | --- | ------------ | -------------------------------------------------------------------------------------------------- |
| 4 март 2022       | г-жа Снежана Радович, извънреден и пълномощен посланик на Черна гора в Република България                  | първа степен | „за нейните заслуги за развитието на двустранните отношения между Република България и Черна гора“ |
| 27 юни 2022       | г-н Мануел Корчек, извънреден и пълномощен посланик на Словашката република в Република България           | първа степен | „за неговите заслуги за укрепването и развитието на българо-словашките отношения“                  |
| 6 юли 2022        | г-н Якуб Ал Атиики, извънреден и пълномощен посланик на Държавата Кувейт в Република България              | първа степен | „за неговия принос за развитието и задълбочаването на двустранните отношения“                      |
| 14 юли 2022       | г-н Анжей Франгеш, извънреден и пълномощен посланик на Република Словения в Република България             | първа степен | „за неговия принос за развитието и задълбочаването на двустранните отношения“                      |
| 4 август 2022     | г-н Андреа Вике, извънреден и пълномощен посланик на Република Австрия в Република България                | първа степен | „за нейните заслуги за укрепването и развитието на българо-австрийските отношения“                 |
| 27 септември 2022 | г-н Флоранс Робин, извънреден и пълномощен посланик на Френската република в Република България            | първа степен | „за нейните особено големи заслуги за укрепването и развитието на българо-френските отношения“     |
| 4 октомври 2022   | г-н Мариос Кундуридис, извънреден и пълномощен посланик на Република Кипър в Република България            | първа степен | „за неговите заслуги за укрепването и развитието на българо-кипърските отношения“                  |
| 10 октомври 2022  | г-н Димитрис Хронопулос, извънреден и пълномощен посланик на Република Гърция в Република България         | първа степен | „за неговите заслуги за развитието и задълбочаването на двустранните отношения“                    |
| 10 ноември 2022   | г-н Кристоф Айххорн, извънреден и пълномощен посланик на Федерална република Германия в Република България | първа степен | „за особено големите му заслуги за укрепването и развитието на българо-германските отношения“      |

### 2023
| Дата на указа    | Носител | Вид          | Тема |
| ---------------- | --- | ------------ | --- |
| 8 февруари 2023  | г-н Темиртай Римтаевич Избастин, извънреден и пълномощен посланик на Република Казахстан в Република България | първа степен | „за особено големите му заслуги за укрепването и развитието на двустранните отношения между Република България и Република Казахстан“                |
| 13 февруари 2023 | г-жа Херо Мустафа, извънреден и пълномощен посланик на Съединените американски щати в Република България      | първа степен | „за особено големите й заслуги за задълбочаването и разширяването на двустранните отношения между Република България и Съединените американски щати“ |
| 21 февруари 2023 | г-н Виталий Москаленко, извънреден и пълномощен посланик на Украйна в Република България                      | първа степен | „за особено големите му заслуги за задълбочаването и разширяването на двустранните отношения между Република България и Украйна“                     |
| 27 март 2023     | сенатор Йона Мартин, съпредседател на Групата за приятелство с България в Парламента на Канада                | втора степен | „за особено големите й заслуги за развитието и задълбочаването на българо-канадските отношения“                                                      |
| 26 май 2023      | г-н Ли Хо-шик, извънреден и пълномощен посланик на Република Корея                                            | първа степен | „за за особено големите му заслуги за развитието на двустранните отношения между Република България и Република Корея“                               |
| 21 юни 2023      | г-н Табо Тахе, извънреден и пълномощен посланик на Република Южна Африка в Република България                 | първа степен | „за особено големите му заслуги за развитието и задълбочаването на двустранните отношения между Република България и Република Южна Африка“          |
| 13 юли 2023      | г-жа Текла Харангозо Балажне, извънреден и пълномощен посланик на Унгария в Република България                | първа степен | „за особено големите й заслуги за укрепването и развитието на двустранните отношения между Република България и Унгария“                             |